# Bigene
Bigene és una vila i un sector de Guinea Bissau, situat a la regió de Cacheu. Té una superfície 1.082 kilòmetres quadrats. En 2008 comptava amb una població de 57.237 habitants.